# Alexander Wladimirowitsch Denissjew
Alexander Wladimirowitsch Denissjew (russisch Александр Владимирович Денисьев; * 29. Juli 1991 in Krasnojarsk, Sowjetunion) ist ein russischer Rennrodler in der Doppelsitzerklasse.

## Juniorenkarriere

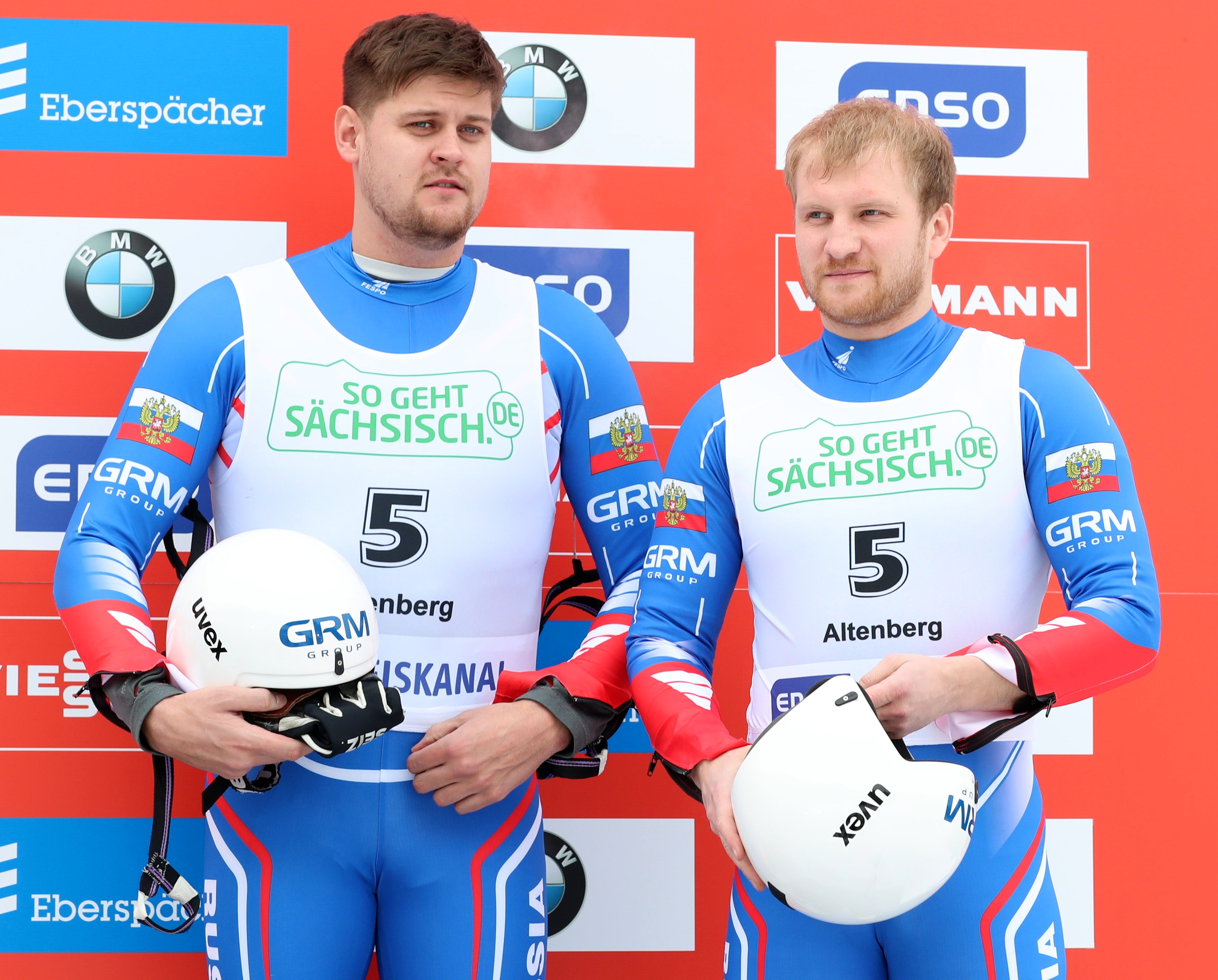
Denissjew (links) und Antonow (2019)

Alexander Denissjew fährt schon seit der Jugend mit seinem Partner Wladislaw Antonow als Rodel-Doppelsitzer. Dabei fungiert Denissjew als der Pilot, Antonow als Hintermann („Rucksack“). Ihre erste internationale Meisterschaft bestritt das Doppel im Rahmen der Juniorenweltmeisterschaften 2008 in Lake Placid. Bei einem Sieg von Toni Eggert und Marcel Oster wurden sie im Doppelrennen Elfte, sowie gemeinsam mit Georgi Talypow und Xenija Zyplakowa Fünfte des Mannschaftsrennens. Ein Jahr später wurden Denissjew/Antonow in Nagano bei den Juniorenweltmeisterschaften Zwölfte des Doppelrennens, gewannen aber an der Seite von Georgi Talypow und Tatjana Iwanowa beim letztmals in Einzelrennen ausgetragenen Mannschaftswettbewerbs mit dem russischen Team hinter Deutschland und den USA die Bronzemedaille.
2010 wurden sie in Igls bei einem das Vorjahresergebnis wiederholendem deutschen Doppelsieg von Nico Walther und Nico Grünneker vor Daniel Rothamel und Chris Rohmeiß Siebte sowie mit Xenija Zyplakowa und Jewgeni Woskressenski beim erstmals als Staffelrennen ausgetragenen Mannschaftsrennen Fünfte. 2011 in Oberhof wurden sie als Sechste erneut bestes russisches Doppel der Junioren-WM, mussten für das Staffelrennen aber Andrei Bogdanow und Andrei Medwedew den Vortritt lassen, die auch in den folgenden Jahren mit Denissjew/Antonow um den Vorrang im russischen Team wetteifern würden. Bis dato größter Erfolg wurden die Junioreneuropameisterschaften 2011 in Laas, bei denen Denissjew/Antonow im Doppelsitzerrennen vor Nico Grüßner und Toni Förtsch sowie Bogdanow/Medwedew und Robin Geueke mit David Gamm.

## Erste Erfolge und erste Olympische Spiele
Seit der Saison 2011/12 gehören Denissjew/Antonow zum russischen Weltcup-Team. In St. Moritz gaben sie ihr Debüt und wurden 12. Dieselbe Platzierung erreichten sie auch beim nächsten Rennen, das sie im Rahmen der Weltmeisterschaften 2012 in Altenberg bestritten. In der U-23-Wertung der Weltmeisterschaft gewannen sie den Titel. Im weiteren Saisonverlauf qualifizierten sie sich als 13. in Sigulda erstmals für die russische Weltcupstaffel, mit der sie Sechste wurden. Saisonabschluss wurde das Rennen auf der Heimbahn in Paramonowo. Hier belegten Denissjew/Antonow einen eher enttäuschenden 17. Platz, in der gleichzeitig ausgetragenen Europameisterschaften 2012 platzierten sie sich als 14. Die Gesamtwertung beendeten sie als 24.
In der Saison 2012/13 kamen Denissjew/Antonow erst nach dem Jahreswechsel zu internationalen Einsätzen. Schon beim ersten Saisonrennen in Winterberg erreichte das Doppel mit Rang sieben erstmals eine einstellige Platzierung und qualifizierte sich intern zudem für die Weltmeisterschaften 2013 in Whistler. In Kanada fuhr Denissjew mit seinem Partner auf den 12. Rang, in der separaten U-23-Wertung kamen sie auf den undankbaren vierten Rang und verpassten eine Medaille nur um 0,003 Sekunden gegenüber ihren innerrussischen Konkurrenten Bogdanow/Medwedew. Das Saisonfinale, gleichzeitig die Generalprobe für die Olympischen Spiele im folgenden Jahr in Sotschi beendeten sie als Achtplatzierte. In der Gesamtwertung belegten sie erneut den 24. Platz.
Die olympische Saison begann mit gemischten Resultaten für Denissjew/Antonow. Nach einem siebten Rang in Lillehammer folgte ein 16. Platz in Igls, ein achter Platz in Winterberg, ein 12. Rang in Königssee sowie Platz 20 in Oberhof und sieben in Altenberg. In Sigulda konnten sie ihre beste Platzierung in einem Weltcuprennen auf Platz sechs verbessern und schafften es damit erstmals zur Siegerehrung. Es waren zugleich die Europameisterschaften 2014, auch in diesem Rahmen wurden sie Sechste. In der Weltcup-Gesamtwertung wurden sie Elfte. Bei den Olympischen Winterspielen 2014 von Sotschi gehörten Denissjew/Antonow als eines der russischen Doppel zum erweiterten Favoritenkreis, was sie mit dem fünften Rang bestätigen konnten. In den Einzelwertungen der Läufe waren sie Sechste und Siebte. Damit waren sie das beste russische Doppel und durften gemeinsam mit Tatjana Iwanowa und Albert Demtschenko im Staffelrennen antreten. Hierbei gewannen sie hinter dem deutschen Team und vor der Vertretung Lettlands bei dem erstmals bei Olympischen Spielen durchgeführten Wettbewerb die Silbermedaille. Aufgrund der Erkenntnisse aus dem McLaren-Report wurden Iwanowa und Demtschenko im Dezember 2017 aufgrund von Dopingvergehens die Medaillen wieder aberkannt, womit auch der Medaillenverlust von Denissjew/Antonow verbunden war. Nach einem erfolgreichen Einspruch vor dem Internationalen Sportgerichtshof (CAS) wurde die Entscheidung im Januar 2018 wieder aufgehoben.

## Etablierung in der Weltspitze
Auch wenn Denissjew/Antonow die Saison 2014/15 mit einem 15. Platz in Igls begannen, waren sie spätestens mit dem Medaillengewinn bei den Olympischen Spielen in der Weltspitze angekommen. Sie qualifizierten sich damit auch erstmals für ein Sprintrennen im Weltcup, bei dem sie Neunte wurden. Nach einem zehnten Rang in Königssee erreichten sie in Oberhof hinter den deutschen Doppeln Tobias Wendl und Tobias Arlt sowie Toni Eggert und Sascha Benecken als Drittplatzierte erstmals eine Podiumsplatzierung. Mit Tatjana Iwanowa und Semjon Pawlitschenko kamen sie zudem mit der russischen Staffel auf den dritten Rang. Nach einem sechsten Rang im Doppelrennen von Winterberg folgte dort an der Seite Jekaterina Baturina und Stepan Fjodorow erneut als Drittplatzierte das Erreichen des Podests. Noch besser verliefen die Rennen in Lillehammer, bei denen Denissjew/Antonow erneut hinter Wendl/Arlt und Eggert/Benecken Dritte des Doppelrennens wurden, sich mit Iwanowa und Pawlitschenko im Staffelrennen aber nur noch dem deutschen Team geschlagen geben mussten. Saisonabschluss wurden die Rennen in Sotschi, die gleichzeitig Weltcuprennen und die Europameisterschaften 2015 waren. Im Doppelrennen kamen sie in beiden Wertungen auf den fünften Platz, im Staffelrennen wurden sie an der Seite von Iwanowa und Pawlitschenko hinter Deutschland Zweite und gewannen damit auch die EM-Silbermedaille. In der Gesamtwertung des Weltcups belegten die beiden Russen den 12. Platz.

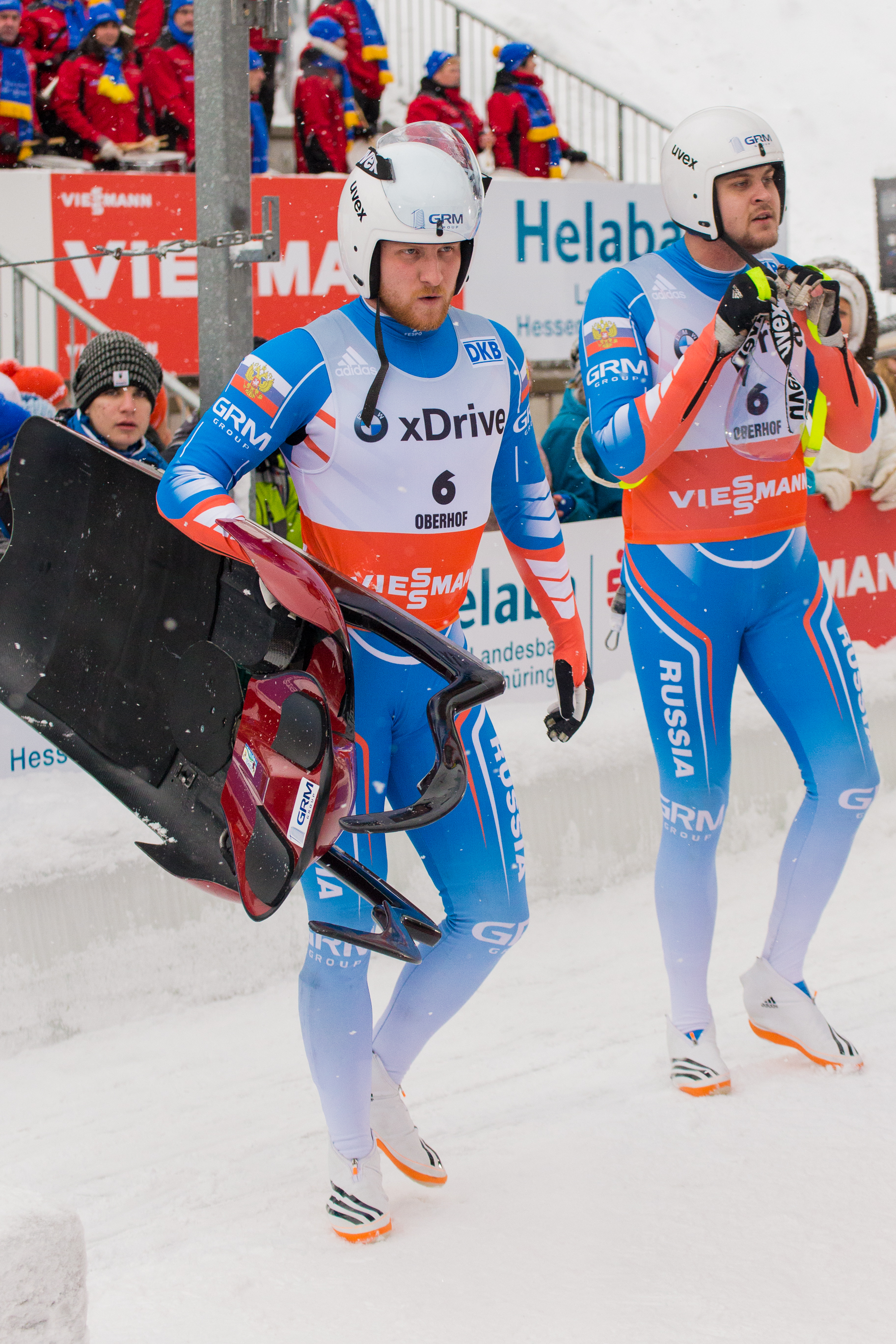
Denissjew (rechts) und Antonow beim Weltcuprennen in Oberhof im Januar 2016

Die Saison 2015/16 begann für Denissjew/Antonow mit einem 14. Platz in Igls. Bei den Rennen in Nordamerika folgte zunächst ein 13. Platz in Lake Placid. Besser verliefen die Rennen Park City mit den Rängen fünf im Doppelrennen und sechs im Sprintrennen. In Calgary gelang mit dem 15. Rang im Doppelrennen gerade so die Qualifikation für das Sprintrennen, bei dem Denissjew mit Antonow auf den neunten Platz fuhr. Nach dem Jahreswechsel fuhren sie zunächst in Sigulda, danach in Oberhof im Doppel wie auch im Sprint jeweils auf den zehnten Platz. Auch bei den Weltmeisterschaften 2016 am Königssee wurden sie Zehnte des Sprintrennens, im Doppelrennen jedoch nur 23. Erst nach den Weltmeisterschaften fanden sie in Altenberg wieder in die Erfolgsspur zurück und wurden Siebte des Doppelrennens und mit Iwanowa und Roman Repilow Staffel-Vierte. Es waren zugleich die Europameisterschaften 2016, im Rahmen derer Denissjew/Antonow Doppel-Sechste und Staffel-Vierte wurden. Zum Saisonfinale in Winterberg verpassten sie mit dem Doppel als Vierte eine weitere Podiumsplatzierung, die ihnen allerdings mit Iwanowa und Fjodorow als Zweitplatzierte im Staffelrennen hinter der Vertretung Kanadas gelang. In der Weltcup-Gesamtwertung wurden sie erneut 12., in der Sprint-Weltcupwertung Sechste.

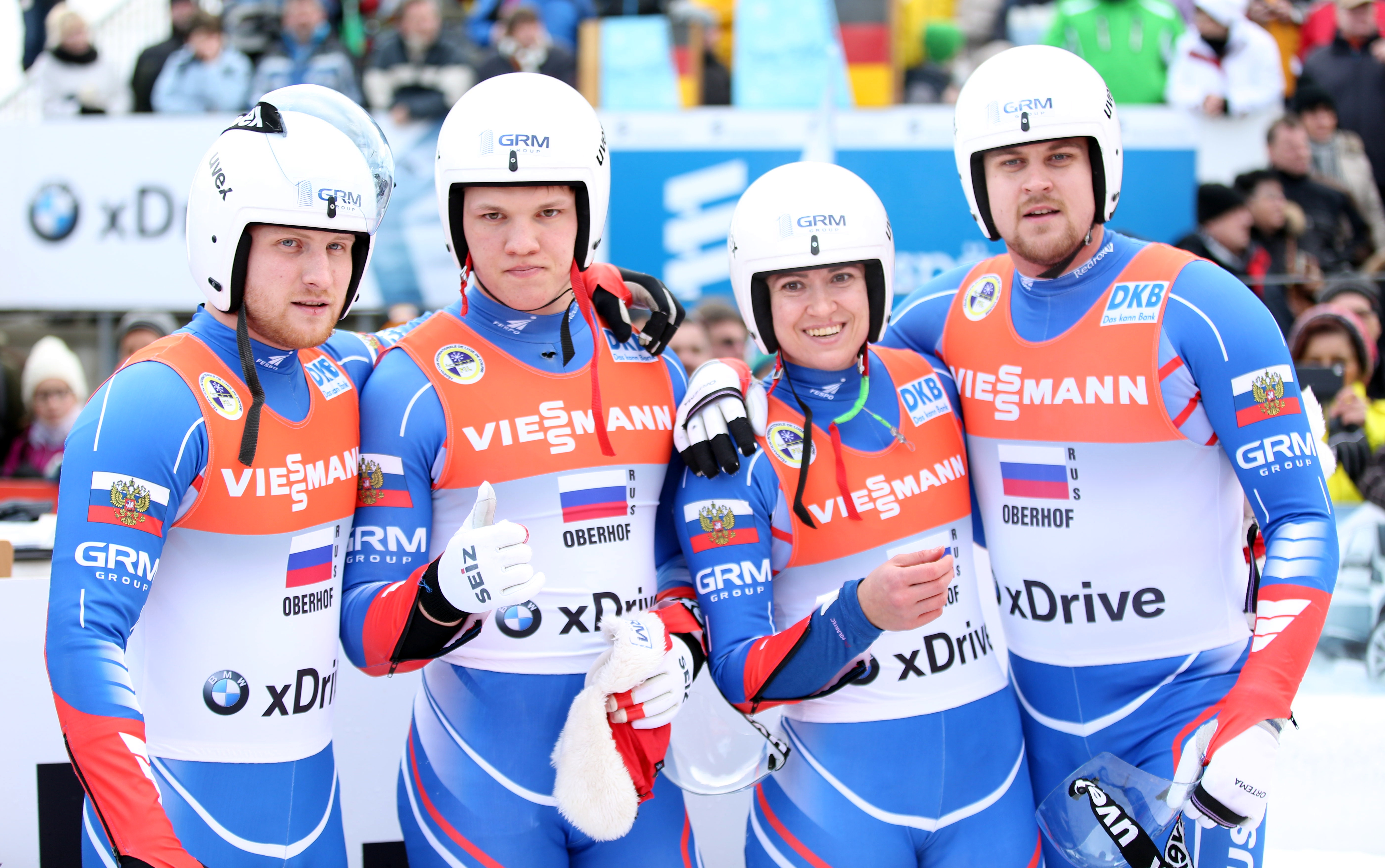
Denissjew (rechts) mit der russischen Teamstaffel in Oberhof

In der Saison 2016/17 stabilisierten Denissjew/Antonow ihre Ergebnisse. Nach einem neunten Platz im Doppel und einem sechsten Platz im Sprintrennen zum Saisonauftakt in Winterberg fuhren sie bei der Nordamerika-Tour in Lake Placid auf den elften Platz, in Park City auf Platz acht im Doppelrennen. Anfang Januar wurden sie am Königssee beim Doppelrennen 12., es waren zugleich die Europameisterschaften 2017, in deren Wertung sie den neunten Platz belegten. Ende Januar folgten in Igls die Weltmeisterschaften 2017. Denissjew/Antonow konnten sich kontinuierlich steigern. Nach einem neunten Platz im Sprintrennen wurden sie Sechste des Doppelrennens und qualifizierten sich damit für die russische Teamstaffel. Mit dieser gewannen sie an der Seite von Iwanowa und Repilow die Bronzemedaille. Nach der WM folgten weitere Rennen im Weltcup. In Oberhof wurden sie im Doppelrennen nach dem erstmaligen Gewinn eines Nationencuprennens nur 12., waren aber dennoch bestes russisches Doppel und starteten somit im Staffelrennen, bei dem sie mit Iwanowa und Repilow auf den zweiten Rang fuhren. Bei der Olympischen Generalprobe in Pyeongchang gewannen sie das Nationencuprennen, stürzten aber im ersten Durchgang des Weltcuprennens. Dennoch durften sie im Staffelrennen antreten, wo sie mit Iwanowa und Pawlitschenko auf den fünften Platz fuhren. Auch das letzte Rennen in Altenberg verlief sportlich unbefriedigend, Denissjew und Antonow wurden nur 23. In der Gesamtwertung des Nationencups wurden sie Fünfte, die schlechten Ergebnisse der letzten Saisonrennen verhinderten in der Gesamtwertung des Weltcups eine erste Top-Ten-Platzierung und sie wurden 14.

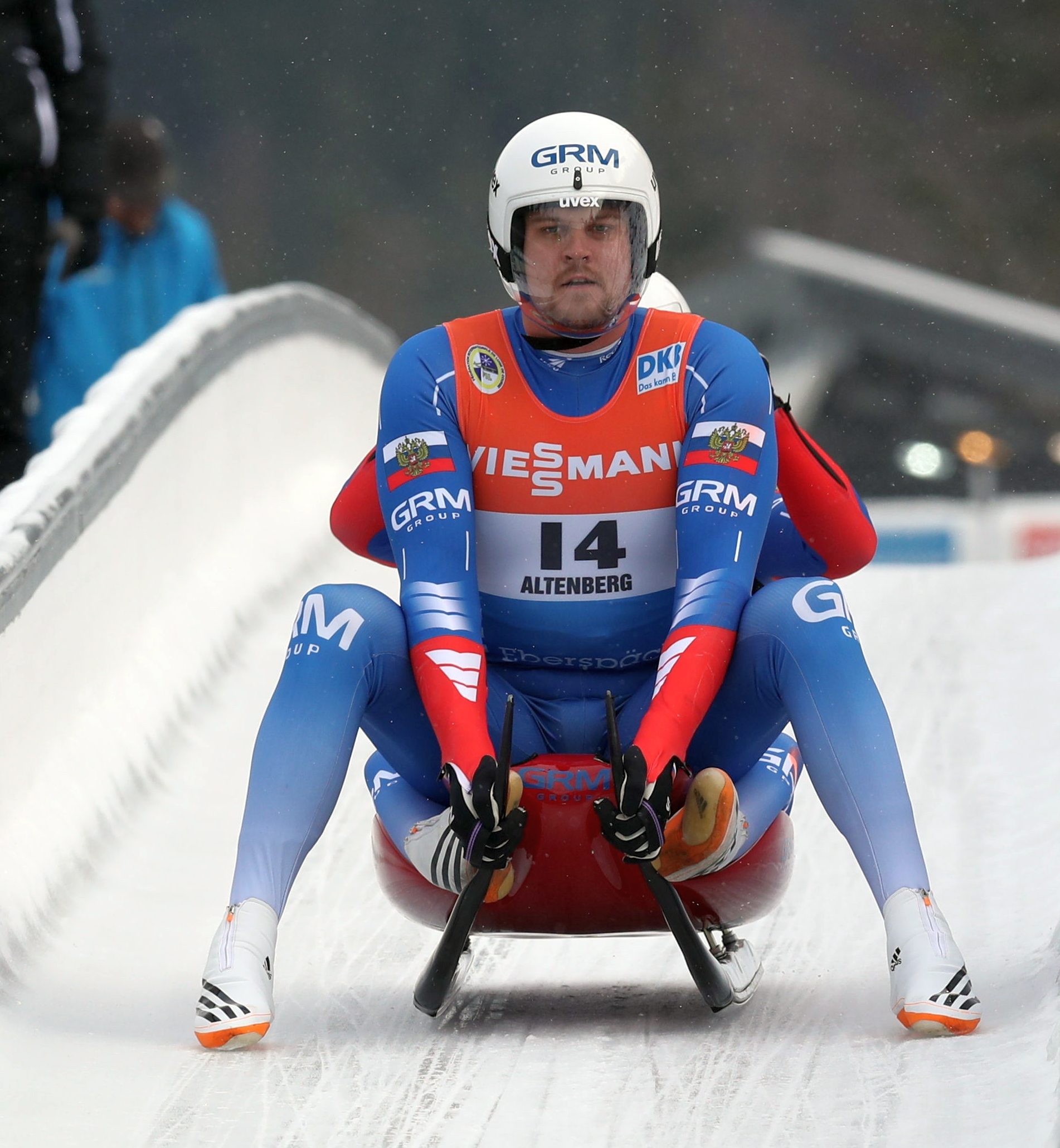
Im Ziel als Neuntplatzierte des Rennens im Dezember 2017 in Altenberg

Die olympische Saison 2017/18 begann für Denissjew und Antonow vielversprechend. In Igls wurden sie im Doppelrennen wie auch im Sprintrennen Fünfte und mit Baturina sowie Pawlitschenko Dritte im Sprintrennen. Nach dem Gewinn des Nationencuprennens in Winterberg wurde das Doppel allerdings im Hauptrennen im Weltcup nur 14., qualifizierte sich damit allerdings für das Sprintrennen, in dem sie Siebte wurden. In Altenberg wurden sie Neunte des Doppelrennens, anschließend in Calgary 17. des Einzels sowie Staffel-Sechste und 21. in Lake Placid. Besser wurden die Resultate erst wieder nach dem Jahreswechsel und der Rückkehr auf die Bahnen in Europa. Am Königssee fuhren Denissjew/Antonow wie auch anschließend in Oberhof auf den achten Rang, im Sprintrennen wurden sie Vierte und Fünfte. Auch mit den Rängen sechs und vier in Doppelrennen und Sprint von Lillehammer zeigte sich eine ansteigende Form. Bei der finalen Weltcupstation in Sigulda – die Rennen waren zugleich die Europameisterschaften 2018 – wurden diese Resultate mit Platz sieben im Doppel und fünf im Sprint bestätigt. An der Seite von Iwanowa und Pawlitschenko gewannen Denissjew und Antonow zudem das Staffelrennen vor den Vertretungen aus Deutschland und Lettland und wurden Europameister. In der Gesamtwertung des Weltcups erreichten sie als Achtplatzierte erstmals eine einstellige Platzierung. Dementsprechend weniger erfolgreich verliefen die Olympischen Winterspiele 2018 in Pyeongchang. Die Russen fuhren in beiden Wertungsläufen auf die elften Ränge, auch in der Addition beider Ränge wurden sie Elfte. Dennoch waren sie erneut das beste russische Doppel und wurden neben Jekaterina Baturina und Roman Repilow für die Team-Staffel nominiert. Die Staffel, die auch nur als Olympische Athleten aus Russland antreten durfte, war aufgrund verschiedener Dopingvergehen und daraus resultierender Nichteinladungen von russischen Athleten geschwächt und wurde nur Siebtplatzierte.

## Entwicklung zu Siegfahrern
Die nacholympische Saison 2018/19 begann erst nach dem Jahreswechsel am Königssee mit einem eher schwachen 15. Platz. Schon besser verlief das Rennen in Sigulda mit einem neunten Platz. Es folgten die Weltmeisterschaften 2019 in Winterberg. Denissjew und Antonow starteten mit einem neunten Rang im Sprint und wurden 12. des Doppelrennens. In Altenberg folgte auf einen dritten Rang im Nationencuprennen ein achter Platz im Hauptrennen. Die folgenden Rennen in Oberhof waren zugleich die Europameisterschaften 2019. Im Weltcup fuhren sie auf den sechsten Rang des Doppelrennens, in der EM-Wertung wurden sie Fünfte. Damit waren sie einmal mehr die besten Russen und starteten mit Iwanowa und Pawlitschenko im Staffelrennen, bei dem sie in beiden Wertungen Fünfte wurden. Zu einem Triumph wurde das Saisonfinale auf der Heimbahn in Sotschi. Denissjew/Antonow gewannen alle drei Rennen, zunächst das Doppel, anschließend den Sprint und schließlich mit Wiktorija Demtschenko und Semjon Pawlitschenko das Staffelrennen. Der Sieg im Doppelrennen war seit dem Sieg zum Saisonauftakt der 1987/88 in Sarajevo durch die damals noch für die Sowjetunion startenden Jewgeni Beloussow und Alexander Beljakow der erste Sieg in dieser Rennklasse für russische Athleten seit 30 Saisons. Da sie die erste Saisonhälfte verpasst hatten, wurden sie mit 357 Punkten trotz der zum Teil herausragenden Ergebnisse nur 14. des Weltcup-Gesamtwertung.
Der Saisonauftakt der Saison 2019/20 in Igls begann mit einem zehnten Rang. Im selben Bereich setzte es sich mit einem elften Platz im Doppel sowie einem neunten Platz im Sprint von Lake Placid fort. In Whistler begann ein Aufwärtstrend, der über einen achten Rang im Doppelsitzerrennen zu einem vierten Rang im Sprintrennen führte. Die Entwicklung setzte sich nach dem Jahreswechsel in Europa fort. Bei den Rennen in Altenberg wurden sie hinter Thomas Steu und Lorenz Koller sowie den Deutschen Eggert/Benecken Dritte. Zudem gewannen sie mit Iwanowa und Pawlitschenko das Staffelrennen. Der folgende Weltcup fungierte zugleich als Europameisterschaften 2020. Denissjew und Antonow gewannen hier das Doppelrennen und damit nicht nur ihr zweites Weltcuprennen, sondern auch den Titel der Doppelsitzer-Europameister. Weniger erfolgreich waren sie mit der Staffel, die Fünfte wurde. In Sigulda wurden sie zunächst Sechste, verpassten dann aber als 13. des Sprintrennens sich besser im Gesamtweltcup zu platzieren, wo sie nach dem Ausfall von Steu/Koller aufgrund einer Verletzung mittlerweile um eine Podiumsplatzierung in der Gesamtwertung mitkämpften. In der Gesamtwertung der Sprintrennen waren sie nach dem letzten dieser Saisonrennen in Sigulda Siebte. In Oberhof wurden sie neunte des Doppels und Vierte mit der Staffel. Saisonhöhepunkt wurden die Weltmeisterschaften 2020 in Sotschi. Auf ihrer Heimbahn gewannen Denissjew/Antonow zum Auftakt den Titel im Doppelsitzer-Sprint vor Emanuel Rieder und Simon Kainzwaldner. Im Doppelsitzer-Rennen mussten sie sich nur den überragenden Toni Eggert und Sascha Benecken geschlagen geben und gewannen die Silbermedaille. Nachdem die in Staffelrennen noch unerfahrene Überraschungs-Doppelweltmeisterin bei den Frauen, Jekaterina Katnikowa, Probleme mit dem Touch-Pad hatte, belegte das favorisierte Team aus Russland im Staffelrennen nur den elften Rang. Besser lief es im weiteren Saisonverlauf im Weltcup. Nachdem Denissjew und Antonow in Winterberg ihr drittes Weltcuprennen gewinnen konnten, gewannen sie mit Iwanowa und Pawlitschenko auch das Staffelrennen. Zum Saisonfinale wurden sie am Königssee 13. und verpassten damit gegen Andris Šics und Juris Šics den dritten Rang im Gesamtweltcup und wurden in dieser Wertung Vierte.

## Erfolge

### Internationale Meisterschaften
Juniorenweltmeisterschaften
- Nagano 2009:   Mannschaft

Junioreneuropameisterschaften
- Laas 2011:  Doppelsitzer

U-23-Weltmeisterschaften
- Altenberg 2012:  Doppelsitzer

Europameisterschaften
- Sotschi 2015:  Teamstaffel
- Altenberg 2016:   Teamstaffel
- Sigulda 2018:  Teamstaffel
- Lillehammer 2020:  Doppelsitzer

Weltmeisterschaften
- Igls 2017:  Teamstaffel
- Sotschi 2020:  Doppelsitzer
- Sotschi 2020:  Doppelsitzer-Sprint

Olympische Spiele
- Olympische Winterspiele 2014:   Teamstaffel

### Gesamtweltcup
| Saison  | Platz | Punkte |
| ------- | ----- | ------ |
| 2011/12 | 24.   | 103    |
| 2012/13 | 24.   | 088    |
| 2013/14 | 11.   | 262    |
| 2014/15 | 12.   | 346    |
| 2015/16 | 12.   | 436    |
| 2016/17 | 14.   | 343    |
| 2017/18 | 08.   | 507    |
| 2018/19 | 14.   | 357    |
| 2019/20 | 04.   | 630    |
| 2020/21 | 12.   | 315    |
| 2021/22 | 07.   | 528    |

### Weltcupsiege
| Nr. | Datum            | Ort         | Disziplin |
| --- | ---------------- | ----------- | --------- |
| 1.  | 27. Januar 2018  | Sigulda     | Staffel   |
| 2.  | 23. Februar 2019 | Sotschi     | Doppel    |
| 3.  | 24. Februar 2019 | Sotschi     | Sprint    |
| 4.  | 24. Februar 2019 | Sotschi     | Staffel   |
| 5.  | 12. Januar 2020  | Altenberg   | Staffel   |
| 6.  | 18. Januar 2020  | Lillehammer | Doppel    |
| 7.  | 23. Februar 2020 | Winterberg  | Doppel    |
| 8.  | 23. Februar 2020 | Winterberg  | Staffel   |